# Ренасіменту (Уїже)
Групу Деспортіву Ренасіменту або просто Ренасіменту (порт. Grupo Desportivo Renascimento) — професіональний ангольський футбольний клуб з міста Уїже.

## Історія клубу
Футбольний клуб «Групу Деспортіву Ренасіменту» було засновано 3 травня 2009 року. На даний час команда виступає в Гіра Анголі.

## Досягнення
- Гіра Ангола Серія A 2015 — 3-тє місце

## Статистика виступів у національних чемпіонатах
| 2013 ГА C | 2015 ГА A |
|           |           |
|           |           |
|           | 3         |
|           |           |
|           |           |
| 6         |           |

Примітка: ГА A = Гіра Ангола (другий дивізіон) Серія A

## Відомі тренери
| Сануну Даніель           | (2011) |
| Жоау Гонсалвеш да Сильва | (2014) |
| Нтемо Кікірі             | (2015) |